# Тиберий Антисций
Тиберий Антисций (на латински: Tiberius Antistius) e политик на ранната Римска република през втората половина на 5 век пр.н.е. Произлиза от плебейската фамилия Антисции и е първият познат с това име.
През 423 пр.н.е. Тиберий Антисций служи като конник при Гай Семпроний Атрацин във войната против волските. През 422 пр.н.е. e народен трибун. Неговите колеги са Марк Аселий, Тиберий Спурилий, Секст Темпаний и Луций Хортензий. Тази година колегата му Хортензий дава на съд Гай Семпроний Атрацин за грешки по време на войната против волските през 423 пр.н.е. Другите четири народни трибуни, които са били конници по времето на битката, се изказват добре за Семпроний и Хортензий оттегля временно обвинението.
Вероятно е брат на Авъл Антисций (народен трибун 420 пр.н.е.).